# Альзакола білогорла
Альзако́ла білогорла (Cercotrichas quadrivirgata) — вид горобцеподібних птахів родини мухоловкових (Muscicapidae). Мешкає в Східній і Південній Африці.

## Опис

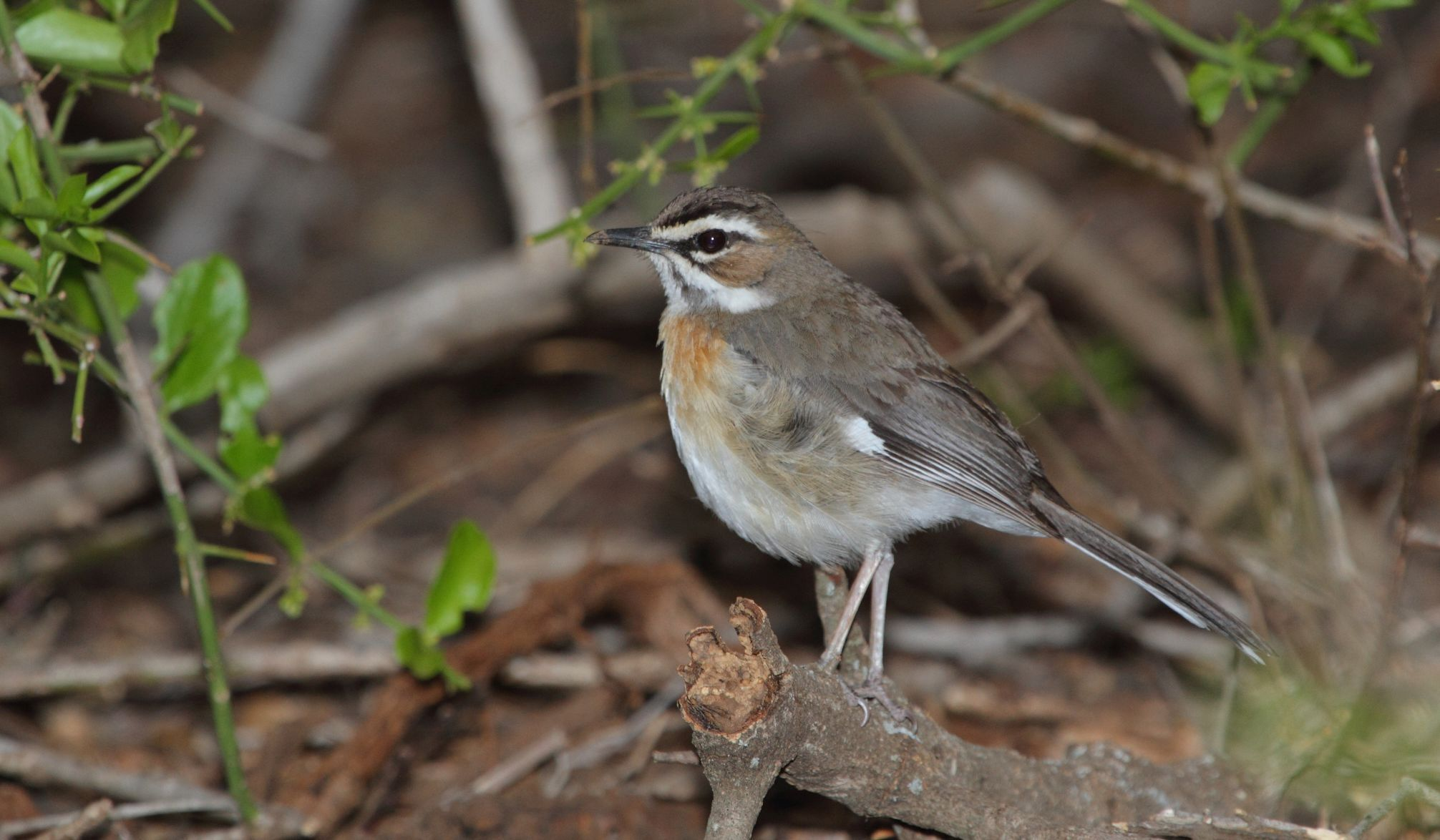
Білогорла альзакола

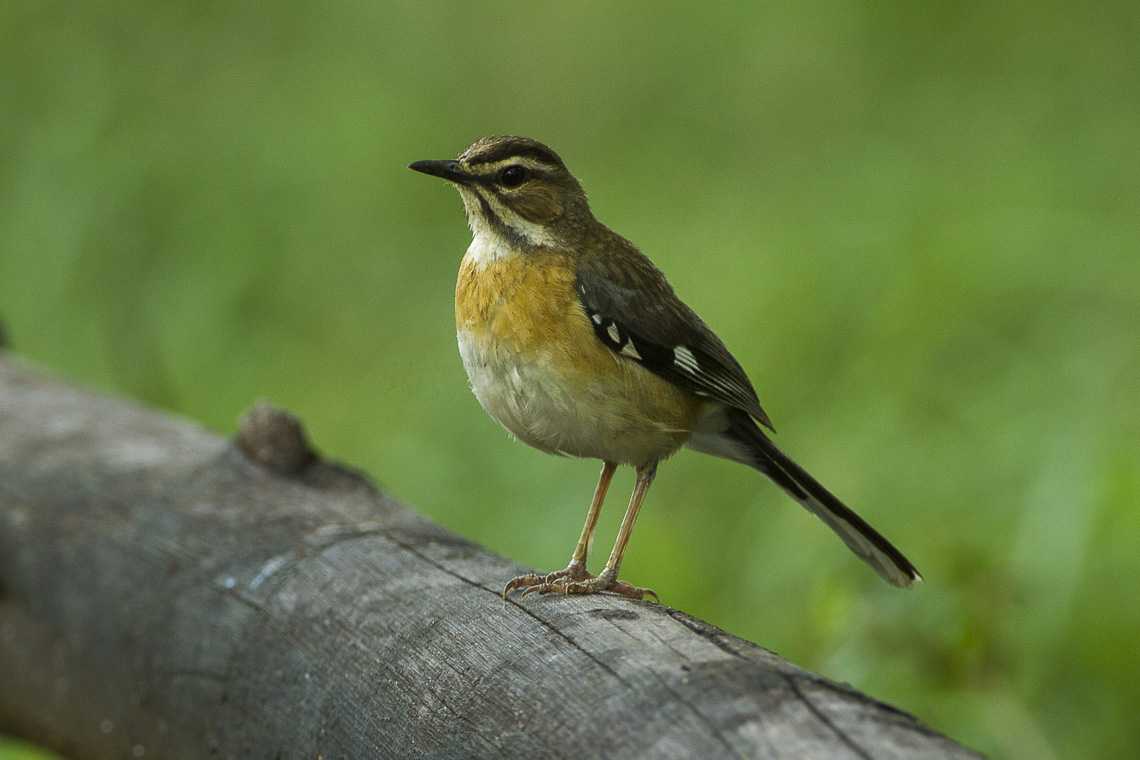
Білогорла альзакола

Довжина птаха становить 15-17 см, вага 20-31 г. Виду не притаманний статевий диморфізм. Тім'я і верхня частина тіла темно-оливково-коричневі. Хвіст темно-коричневий, крайні стернові пера мають білі кінчики. Покривні пера крил сіро-коричневі з оливково-коричневими краями, махові пера темно-коричневі з білими плямами. Над очима білі "брови", зверху окаймлені чорними смугами, під очима білі плями у формі півмісяця, під дзьобом чорні "вуса", підборіддя, горло і верхня частина грудей білі. Груди і боки руді або рудувато-коричневі, живіт і гузка білі. Дзьоб чоний, лапи рожевувато-коричневі. Очі темно-карі, дзьоб чорний, лапи тілесного кольору. Молоді птахи мають світліше забарвлення, на тімені і спині у них чорні смуги, нижня частина тіла у них охриста, поцяткована темними плямками. Представники підиду C. q. greenwayi вирізняються сірою верхньою частиною тіла, тьмянішим надхвістям і блідішими грудьми.

## Підвиди
Виділяють два підвиди:
- C. q. quadrivirgata (Reichenow, 1879) — від півдня Сомалі до північно-східної Намібії і ПАР;
- C. q. greenwayi (Moreau, 1938) — острови Унгуджа і Мафія (архіпелаг Занзібар).

## Поширення і екологія
Білогорлі альзаколи мешкають в Сомалі, Кенії, Танзанії, Малаві, Мозамбіку, Зімбабве, Ботсвані, Намібії, Південно-Африканській Республіці і Есватіні, можливо, також на південному сході Анголи. Вони живуть в сухих і вологих тропічних лісах та чагарникових заростях, на болотах, в садах і на плантаціях. Зустрічаються на висоті до 1300 м над рівнем моря.

## Поведінка
Білогорлі альзаколи зустрічаються парами або невеликими зграйками. Живляться комахами, зокрема мурахами, термітами і жуками, яких шукають на землі. Білогорлі альзаколи є моногамними, територіальними птахами, їх гніздова територія може досягати площі 1 га. Сезон розмноження триває з грудня по лютий в Східній Африці, з вересня по січень в Малаві, Замбії і Зімбабве та з вересня по грудень в ПАР. Гніздо робиться з трави, лишайників і шерсті. В кладці 2-3 білих, зеленуватих або блакитнуватих яйця, поцяткованих темними плямками. Насиджує лише самиця.